# مونونیتروتولوئن

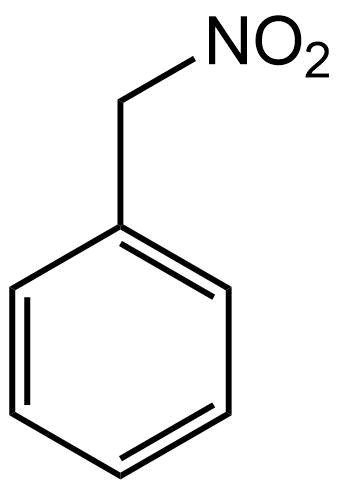
ساختار شیمیایی مونونیتروتولوئن (نیترومتیل بنزن)

مونونیتروتولوئن (به انگلیسی: Mononitrotoluene) با فرمول شیمیایی C۷H۷NO۲ یک ترکیب شیمیایی است. که جرم مولی آن ۱۳۷٫۱۳۶ g/mol می‌باشد. 